# Teater Tropos
Teater Tropos är en fri teatergrupp i Västerås, grundad av makarna Lina och Conny Petersén 1999 på Gotland. 2002 flyttade gruppen till Västerås och enligt gruppen själva varit väletablerade där sedan 2005.. 2004 skrev Conny Petersén en debattartikel riktad mot den överenskommelse Västerås stad då tecknat med Teater Västmanland. Teater Tropos turnerar nu i hela Sverige och spelar ungefär 130 föreställningar per år.[källa behövs]